# 伍と碁
『伍と碁』（ごとご）は、原作 蓮尾トウト、作画 仲里はるなによる日本の漫画。『週刊ヤングマガジン』（講談社）にて、2025年9号より連載中。話数カウントは「第○局」。囲碁を主題とした週刊漫画誌の連載作品は、『ヒカルの碁』以来21年ぶり。制作には日本棋院が協力し、棋士の井山裕太及び寺山怜が監修を務める。

## あらすじ
小さい頃から何でも天才的な才能を見せた秋山恒星は小学6年生の時、囲碁教室に通い始めたが、そこにいる5人の子どもに0勝1000敗と負け続け、この挫折によって普通の高校生になっていた。そんなある日、恒星はまた囲碁をすることになり、5人の子どもたちと自分の棋力に気づき、自信を取り戻すべく囲碁の世界に舞い戻る。

## 登場人物
秋山 恒星（あきやま こうせい）
男性。多泉高校1年生。短髪青髪。1歳で逆立ちをして、小学校時代、野球・勉強・サッカーで年上相手に凌駕するなど神童と呼ばれ、本人も自信と承認欲求に満ちあふれていた。囲碁界の藤井聡太を目指して囲碁教室に通い始める。しかし1日10時間囲碁の勉強に費やしてなお5人の子どもたちに全く勝てず、3か月連戦連敗の0勝1000敗で囲碁を辞めた後はすっかり枯れた性格となり、中学時代は帰宅部だった。ある日、母親の誘いでバイトで参加した町内会の祭りにて元院生の小金と囲碁で対戦したことをきっかけに、再び囲碁に向き合い始める。
5人の子どもたちが強すぎたために全く勝てず自分の棋力も分からなかっただけで、実際は小金を一蹴するほどの棋力がある。
岡野 環（おかの たまき）
女性。短髪オレンジ髪で眼鏡をかけていてニットワンピースを着ている。不敵な性格で、四元村雨曰く「自分が正しいと思ってる」。恒星が通っていた囲碁教室のお姉さんで恒星が再び囲碁を始めた時、ハンディキャップをもらって対戦した。本人の棋力はそれほどでもない。麦茶を作るのはうまい。
市原 葉月（いちはら はづき）
恒星を倒し続けた5人の子どもの一人で、短髪ピンク髪でドリルのような巻き髪を左右にしている女の子。愛想よく振舞うが、本性は毒舌。布石が得意。SNS総フォロワー数385万人の囲碁インフルエンサーで囲碁を広めるためにモデルタレントになっており、囲碁を広めるためなら何でもすると豪語している。
アマチュア登竜戦優勝の恒星と二子のハンデ付きのエキシビションで対戦。序盤でハンデを帳消しにする打ち回しを見せるが、恒星の粘りから来たミスが発端となって敗れる。負け続けても何度も対戦を求める恒星を雑魚呼ばわりしていたが負けたことで呼ぶのを止め、恒星も葉月の活動に敬意を抱くようになった。
桐生 光士郎（きりゅう こうしろう）
恒星を倒し続けた5人の子どもの一人で、たくましい体躯の高校3年生（恒星の2歳上）。全国高校囲碁選手権大会2連覇中の名門校である清光学院の囲碁部部長で生徒会長でもある。完全実力主義の囲碁部で1年から主将を務め、無敗を保つ高校囲碁界の王者。
囲碁を相手と高め会う機会と捉える性格。恒星も正義感が強くまっすぐでリーダー気質と認めている。
榎本 翠（えのもと みどり）
恒星を倒し続けた5人の子どもの一人で、短髪白髪の14歳（恒星の2歳下）の男の子。囲碁棋士七段。恒星が囲碁教室に通い始めた頃、多く対戦して全勝で彼に挫折を味合わせた。当時から桐生光士郎すら「別格で学ぶことすら難しい」と認める実力者。その後史上最年少タイトル挑戦者になって、その若さから囲碁界の藤井8冠と呼ぶ声も少なくない。
白山 小金（しらやま こがね）
男性。長髪黒髪。一人称はワシ、関西弁で話す。4歳から囲碁を始めて中学1年生で院生になったが、そこの最下位クラスで小学生相手に毎日負けたので院生を辞めさせられて外部試験で囲碁棋士を目指している。恒星がバイトで参加した町内会で道場破りとして大人相手に9連勝していたが、恒星に敗れた。恒星と再戦した時は勝つと誓って別れる。
恒星の母親
既に夫とは離婚しており、恒星にはその分好きなことをさせようと考えている。承認欲求と自信の塊だったかつての恒星については「別れた夫にそっくり」と思っている。
村井（むらい）
女性。長髪黒髪で眼鏡をかけている。葉月のマネージャーで渋谷で彼女をスカウトした。
山田 虎之助（やまだ とらのすけ）
多泉高校の男子生徒。囲碁部だが、部員が一人なので部長となっている。囲碁に対しての熱意はあり、桐生光士郎との対決を望む恒星のために、清光学院との対抗戦に協力する。
大山 楠理（おおやま くすり）
女性。清光学院囲碁部副部長にして、生徒会書記でもある。
天原 慶宗（あまはら けいそう）
男性。短髪長髪で関西弁を使う。囲碁棋士で七大タイトルを全て保有している。翠と十段戦挑戦手合で対戦。恒星対葉月のエキシビションマッチを見ていた。恒星を「昔のオレを見てるよう」と評した。
四元 村雨（しげん むらさめ）
強くなることを主眼とした碁会所「鼠」の代理席亭。囲碁棋士八段で日本トップクラスの実力者。ぶっきらぼうな態度だが、恒星に適確なアドバイスをする。

## 制作背景
本作発案のきっかけは、才能のある少年が入った近所の野球教室に大谷翔平が5人いたら、その少年は自身には才能が無いと思うのではないか、という蓮尾のアイデア。蓮尾は連載開始の8年前に友人の勧めもあって囲碁を覚えており、言葉がなくとも盤上で会話できるのが囲碁の魅力であることから、『ヒカルの碁』という成功例があったことも踏まえ、題材に囲碁を選んだ。連載開始前には囲碁という題材は読者に分かりにくいのではないか、という声もあったというが、蓮尾の表現力が評価されて連載が決まった。編集担当の森奏太は、「少年漫画のような、間口の広い“王道”を行く漫画にしたい」としている。
蓮尾は週刊連載は初めて。仕事や育児の傍らで作品の構想を練っていたが、本作の連載開始前年に脱サラし、漫画家業に専念。自身の持ち味については「良くも悪くも、極端なキャラづくりが自分の特徴」と語っている。
囲碁の描写については日本棋院がバックアップ。作品の発表は2025年1月5日の日本棋院打ち初め式で行われた。監修には棋士の井山裕太と寺山怜が付き、作中の盤面は寺山が監修。展開やキャラクターに合った棋譜を都度選定・作成し、江戸時代の名局の棋譜を引用するなどの小ネタもしばしば挟まれている。
普及が課題の日本囲碁界からは、かつて『ヒカルの碁』で囲碁ブームが起こった過去があることから、本作を機に囲碁に興味を持ってもらおうという期待も注がれている。

## 書誌情報
- 原作：蓮尾トウト、作画：仲里はるな『伍と碁』講談社〈ヤンマガKCスペシャル〉、既刊2巻（2025年7月4日現在）
  1. 2025年5月7日発売[10][11]、ISBN 978-4-06-538729-0
  2. 2025年7月4日発売[12]、ISBN 978-4-06-540176-7